# نیکلاس ری
نیکلاس ری (به انگلیسی: Nicholas Ray) (زاده ۷ اوت ۱۹۱۱ – درگذشته ۱۶ ژوئن ۱۹۷۹) کارگردان آمریکایی بود. او بیشتر به‌خاطر فیلم شورش بی‌دلیل شناخته شده‌است.

## حرفه
نیکلاس ری با نگارش و کارگردانی برنامه‌های رادیویی فعالیت هنری را آغاز کرد. از سال ۱۹۴۴ تا ۱۹۴۶ در چند فیلم دستیار کارگردان بود. پس از ساخت چند فیلم بلند از سال ۱۹۴۸، در سال ۱۹۵۲ فیلم ماکائو به کارگردانی جوزف فن‌اشترن‌برگ را بدون ذکر نام به پایان رساند. ری در سال ۱۹۵۵ فیلم شورش بی‌دلیل را کارگردانی که موفق‌ترین و پرفروش‌ترین فیلم او بود. ناتالی وود و سال مینئو بازیگران نوجوان، با نقش‌آفرینی در این فیلم، به پیشرفت قابل ملاحظه‌ای در حرفه خود دست یافتند.

## زندگی شخصی
ری در سال ۱۹۳۰ با جین اوانز، روزنامه‌نگار ازدواج کرد و در ۱۹۴۰، در حالی که پسری سه ساله به نام تونی داشتند (زاده ۱۹۳۷ با نام آنتونی) از هم جدا شدند. ری در سال ۱۹۴۸ با گلوریا گریهام ازدواج کرد و دو سال بعد، پس از افشای رابطه جنسی گلوریا با تونی پسر ۱۳ ساله نیکلاس از او جدا شد و در سال ۱۹۵۲ طلاق گرفت. (گلوریا و تونی در سال ۱۹۶۰ با هم ازدواج کردند) ری در سال ۱۹۵۸ با بتی یوتی، رقصنده ازدواج کرد و در ۱۹۶۴ از او جدا شد. آخرین ازدواج او در سال ۱۹۶۹ با سوزان شوارتز بود.

## فیلم‌شناسی
- شب‌زنده‌داران (۱۹۴۸)
- روزانا مک‌کوی (۱۹۴۹)
- راز یک زن (۱۹۴۹)
- به هر دری بزن (از همه‌جا رانده، ۱۹۴۹)
- در مکانی پرت (۱۹۵۰)
- آفریده شده برای بد بودن (۱۹۵۰)
- بر زمین خطرناک (۱۹۵۱)
- ملوان پرنده (۱۹۵۱)
- ماکائو (۱۹۵۲، تکمیل اثر جوزف فون اشترنبرگ بدون ذکر نام)
- آندروکلس و شیر (۱۹۵۲)
- مردان رام‌نشدنی (مردان جسور، ۱۹۵۲)
- جانی گیتار (۱۹۵۴)
- در جستجوی پناهگاه (۱۹۵۵)
- شورش بی‌دلیل (۱۹۵۵)
- نژاد اصیل (۱۹۵۶)
- فراتر از واقع (۱۹۵۶)
- سرگذشت حقیقی جسی جیمز (۱۹۵۷)
- پیروزی تلخ (۱۹۵۷)
- باد بر فراز باتلاق‌ها (۱۹۵۸)
- دختر مهمانی (۱۹۵۸)
- بی‌گناهان وحشی (برف‌های خونین) (۱۹۶۰)
- شاهنشاه (فروغ بی‌پایان، ۱۹۶۱)
- ۵۵ روز در پکن (۱۹۶۳)
- دنیای سیرک (۱۹۶۴)
- نمی‌توانیم دوباره به خانه بازگردیم (۱۹۷۶)[۲]
- مارکو (۱۹۷۸)
- آذرخش بر آب (۱۹۸۰)